# Franz Böhm (Regisseur)

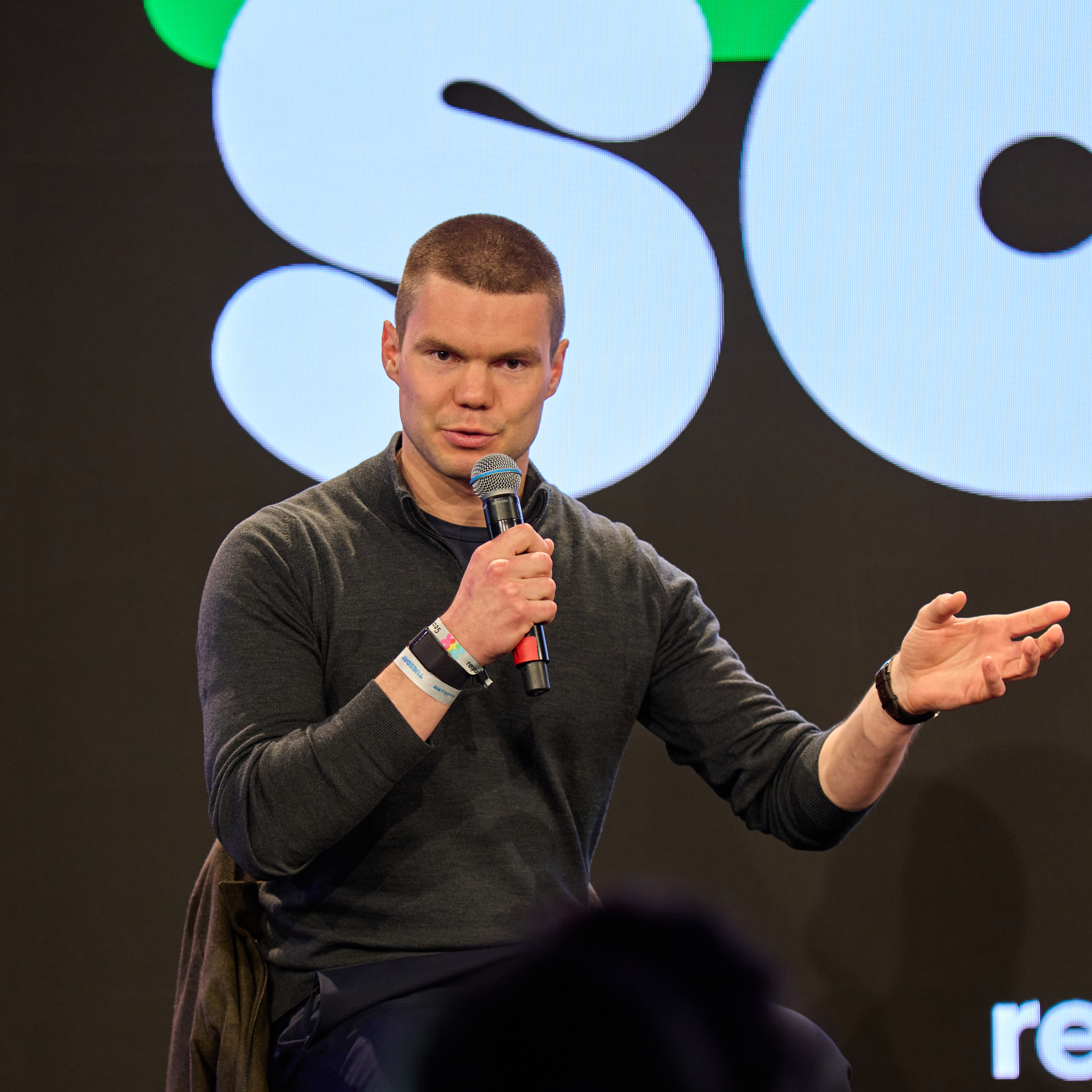
Franz Böhm, 2025

Franz Böhm (* 1999 in Gerlingen) ist ein deutscher Regisseur und Filmproduzent mit einem Fokus auf soziale und aktivistische Themen.

## Leben
Geboren und aufgewachsen ist Franz Böhm in Gerlingen nordwestlich von Stuttgart. Als er elf Jahre alt war, kam sein Vater bei einem Motorradunfall ums Leben. Im Alter von 16 Jahren drehte er seinen ersten eigenen Kurzfilm Harmonie der Anderen über das Zusammentreffen Jugendlicher aus verschiedenen Gesellschaftsschichten. Darauf folgte 2017 der mittellange, fiktionalisierte Dokumentarfilm Christmas Wishes, welcher die Geschichten zweier Berliner Obdachloser erzählt. Für den Film lebte der damals 17-jährige Böhm eine Woche lang mit Obdachlosen zusammen. Das Projekt eröffnete 2017 den BW-Jugendfilmpreis und gewann Auszeichnungen auf verschiedenen Filmfestivals.
Sein internationales Debüt feierte Franz Böhm 2019 mit der Kurzfilmproduktion Good Luck. Der Film prämierte auf dem British Independent Film Festival 2019 und gewann dort den Preis für „Best Cinematography“. Die Deutsche Film- und Medienbewertung (FBW) zeichnete den Kurzfilm mit dem „Prädikat wertvoll“ aus.
Sein Kinofilm-Debüt und den internationalen Durchbruch feierte er 2021 mit dem Dokumentarfilm Dear Future Children, der bei seiner Weltpremiere auf dem Filmfestival Max Ophüls Preis und der darauffolgenden Schweizer Premiere auf dem International Film Festival and Forum on Human Rights jeweils den Publikumspreis gewann und verschiedene Rekorde aufstellte. Der 89-minütige Film wurde darüber hinaus für einige der größten internationalen Dokumentarfilmfestivals nominiert. Darunter das Copenhagen International Documentary Film Festival (CPH:DOX) und das Hot Docs Canadian International Documentary Festival. Der Film widmet sich dem Thema des jungen, internationalen Aktivismus anhand der Erfahrungen dreier Aktivistinnen aus Hongkong, Uganda und Chile. Finanziert wurde das Projekt mittels einer Kampagne auf Kickstarter.com, bei der durch 391 Unterstützer 22.039 € gesammelt wurden. Von der Deutschen Film- und Medienbewertung erhielt die Dokumentation das Siegel „Prädikat besonders wertvoll“. Die Jury beschreibt die Produktion dabei als „inspirierend, emotional und dennoch sachlich – ein wichtiger Film zur richtigen Zeit“. 2022 gewann Franz Böhm als bisher jüngster Regisseur den Publikums- und Hauptpreis des Deutschen Dokumentarfilmpreises 2022. Der Film wurde von Netflix für die Dauer eines Jahres lizenziert. Später wurde er mehrfach im deutschen Fernsehen ausgestrahlt.
2024 veröffentlichte er den Kurzfilm Schere, Stein, Papier. Der ukrainische Schauspieler Oleksandr Rudynskyi spielt die Hauptrolle. Der Film feierte seine Premiere beim Show Me Shorts Festival in Neuseeland. Der Film wurde später auf mehreren renommierten internationalen Festivals gezeigt, darunter dem British Urban Film Festival, dem Aesthetica Film Festival, dem Cambridge Film Festival und dem Norwich Film Festival in Großbritannien. 2025 gewann der Film den BAFTA  in der Kategorie, Bester Kurzfilm. Böhm ist damit der erste deutsche Gewinner in dieser Kategorie und im selben Jahr der jüngste BAFTA-Gewinner.
Böhm lebt und arbeitet in London und Stuttgart. Sein Masterstudium absolvierte er an der renommierten britischen National Film and Television School. Er ist Mitglied des Bundesverband Regie. 2022 wurde er gemeinsam mit der Schauspielerin Eva Meckbach in die Amnesty-Jury der Berlinale einberufen.

## Filmografie (Auswahl)
- 2016: Harmonie der Anderen (Kurzfilm)
- 2018: Christmas Wishes
- 2019: Good Luck (Kurzfilm)
- 2021: Dear Future Children
- 2024: Rock, Paper, Scissors (Kurzfilm)

## Auszeichnungen
British Academy Film Award
- 2025: Nominierung als Bester britischer Kurzfilm (Rock, Paper, Scissors)[32]